# Missa Princeps Pacis
Die Missa Princeps Pacis (Friedefürst-Messe) ist eine Komposition für Chor und Orgel von William Lloyd Webber. Er vertonte 1962 die lateinische Messe mit Ausnahme des Credo.
Lloyd Webber, der Vater des Komponisten Andrew Lloyd Webber und des Cellisten Julian Lloyd Webber, war von 1939 bis 1948 der Organist und Chorleiter von All Saints, Margaret Street, in London. Von 1958 wirkte er als Musikdirektor der Westminster Central Hall. Während dieser Zeit komponierte er zwei lateinische Messen, Princeps Pacis 1962 und Missa Sanctae Mariae Magdalenae.
Der Titel Prince of Peace (Friedefürst) ist Teil einer Prophezeiung von Jesaja (Jes 9,5 ), deren berühmteste Vertonung von Georg Friedrich Händel in seinem Oratorium Messiah stammt (For unto us a child is born). Die Komposition umfasst das Ordinarium der Messe mit Ausnahme des Credo, wie es in der Anglikanischen Kirche üblich ist.
Das Werk wurde 1962 unter dem englischen Titel Mass The Prince of Peace veröffentlicht, mit der Widmung „to my friend Father Wilfred Purney with affection“ (meinem Freund Father Wilfrid Purney in Zuneigung). Es wurde 1997 von Chandos aufgenommen, als „Mass: Princeps Pacis“. Es war Teil des Albums Invocation, einer Sammlung von Werken von William Lloyd Webber, gesungen von den Westminster Singers mit dem Organisten Ian Watson und geleitet von Richard Hickox.
Die Messe wurde mit dem lateinischen Titel veröffentlicht in der Sammlung William Lloyd Webber Centenary Collection, die Kevin Mayhew 2014 zum hundertsten Geburtstag des Komponisten herausbrachte. Die Messe wurde im Jubiläumsjahr im Rahmen einer Feier mit Lloyd Webbers geistlicher Musik in der Kirche St Martin-in-the-Fields am 11. März 2014 aufgeführt. Es sangen die St Martin’s Voices mit dem Organisten Andrew Earis. Ein Rezensent schrieb: „The first half ended with possibly the finest of the chosen works, the choral Missa Princeps Pacis, a beautifully crafted and proportioned composition with echoes of Fauré, performed here with delicacy.“ (Die erste Hälfte endete mit dem vielleicht besten der gewählten Werke, der Missa Princeps Pacis für Chor, einer schön gearbeiteten und proportionierten Komposition mit Anklängen an Fauré, die mit Feingefühl ausgeführt wurde.)

## Aufbau
Webber gliederte den Text in fünf Sätze, denen er italienische Tempobezeichnungen gab:
- Kyrie – Comodo e cantabile / Poco agitato
- Gloria – Allegro comodo / Meno mosso ed espreso / Allegro comodo
- Sanctus – Maestoso
- Benedictus – Andante sostenuto
- Agnus Dei = Comodo, ma poco mesto